# Machabeusze (obraz Wojciecha Stattlera)
Machabeusze – obraz Wojciecha Stattlera namalowany na płótnie w roku 1842. 
Inspiracją do powstania obrazu była 1 Księga Machabejska. Obraz nawiązuje do powstania Machabeuszy w Palestynie w okresie hellenistycznym (w latach 167–160 p.n.e.), za panowania Antiocha IV Epifanesa. Powstanie wynikło na tle religijnym. Epifanes domagał się bowiem aby Żydzi porzucili wiarę przodków. Obraz przedstawia moment odczytywania przez centuriona ukazu Antiocha Epifanesa. Z prawej strony widać głowę sędziwego Matatiasza w otoczeniu synów Jonatana, Szymona oraz Judę, który przedstawiony jest z niemowlęciem na ręku. Według 1 Księgi Machabejskiej Matatiasz odmówił wykonania rozkazów Antiocha i wypowiedział słowa:

Królewskim rozkazom nie będziemy posłuszni

i od naszego kultu nie odstąpimy

ani na prawo, ani na lewo.

Pośrodku obrazu postacie matek zabijanych wraz ze swymi synami.
Kompozycja dzieła zawiera ukryte aluzje patriotyczne odnoszące się do polskiego ruchu wyzwoleńczego. Żydowskie powstanie, choć odległe w czasie miało mieć symboliczne odniesienia do niedawnego polskiego zrywu niepodległościowego. Pomysł namalowania obrazu podsunął artyście Adam Mickiewicz. Koszty malowania pokrył książę Adam Jerzy Czartoryski. Dzieło Stattlera zdobyło uznanie krytyki paryskiej. Entuzjastycznie wypowiadał się o nim Juliusz Słowacki. Na wystawie w Salonie Paryskim w roku 1844 obraz został nagrodzony złotym medalem. Uważany jest za jedno z głównych dzieł romantyzmu polskiego.